# Thermopolis (Wyoming)
Thermopolis es un pueblo ubicado en el condado de Hot Springs en el estado estadounidense de Wyoming. Es sede del condado de Hot Springs. En el año 2010 tenía una población de 3009 habitantes y una densidad poblacional de 470 personas por km² . Se encuentra a la orilla del río Bighorn, afluente del Yellowstone que es, a su vez afluente del río Misuri.

## Geografía

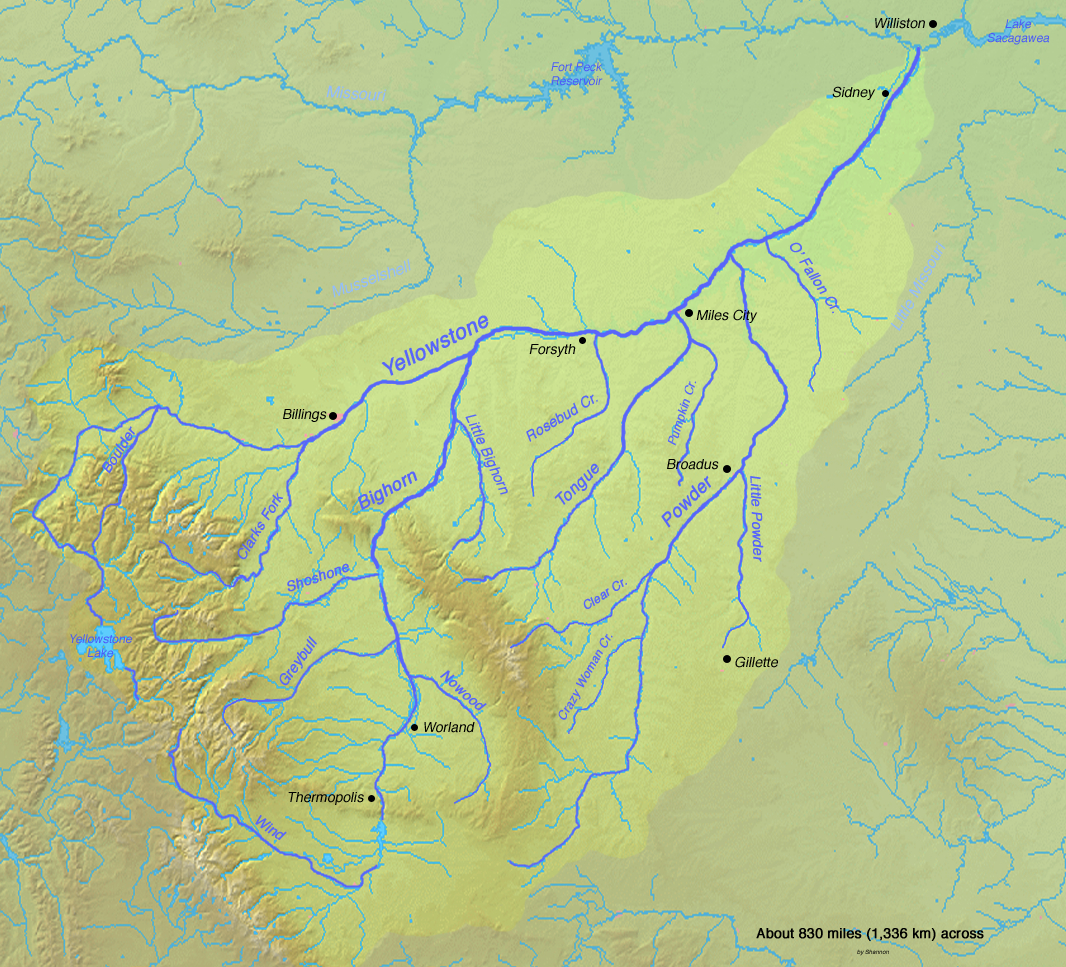
Ubicación de Thermopolis a la orilla del rio Bighorn en un mapa de la cuenca del río Yellowstone

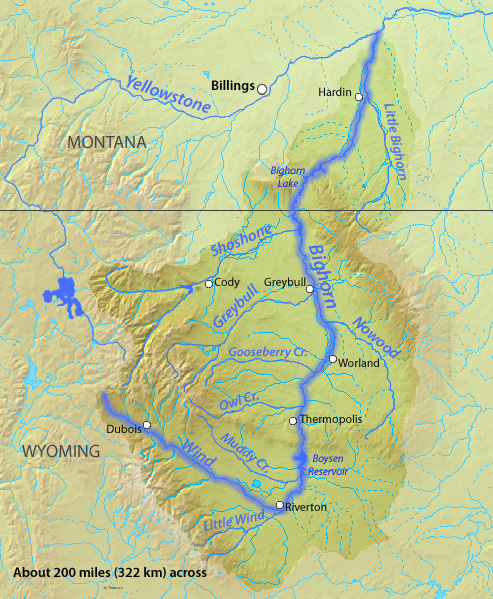
Y ahora, en un mapa más concreto, el de la cuenca del río Bighorn

Thermopolis se encuentra ubicado en las coordenadas 43°38′52.64″N 108°12′49.93″O / 43.6479556, -108.2138694. Según la Oficina del Censo, la localidad tiene un área total de 6,4 km² (2,5 mi²), de la cual 6,2 km² (2,4 mi²) es tierra y 0,2 km² (0,1 mi²) (3.64%) es agua.

### Localidades adyacentes
El siguiente diagrama muestra a las localidades en un radio de 76 kilómetros (47,2 mi) de Thermopolis.

## Demografía
En el 2000 la renta per cápita promedia del hogar era de $47.757, y el ingreso promedio para una familia era de $53.915. El ingreso per cápita para la localidad era de $25.004. En 2000 los hombres tenían un ingreso per cápita de $31.152 contra $24.307 para las mujeres. Alrededor del 6.80% de la población estaba bajo el umbral de pobreza nacional.